# Los Angeles Open 1987
Il Los Angeles Open 1987 è stato un torneo di tennis giocato sul cemento del Tennis Center di Los Angeles negli Stati Uniti. È stata la 61ª edizione del torneo, che fa parte del Nabisco Grand Prix 1987. Si è giocato dal 21 al 27 settembre 1987.

## Campioni

### Singolare
David Pate ha battuto in finale  Stefan Edberg con il punteggio di 6–4 6–4

### Doppio
Kevin Curren /  David Pate hanno battuto in finale  Brad Gilbert /  Tim Wilkison con il punteggio di 6–3, 6–4